# Max Karl Tilke

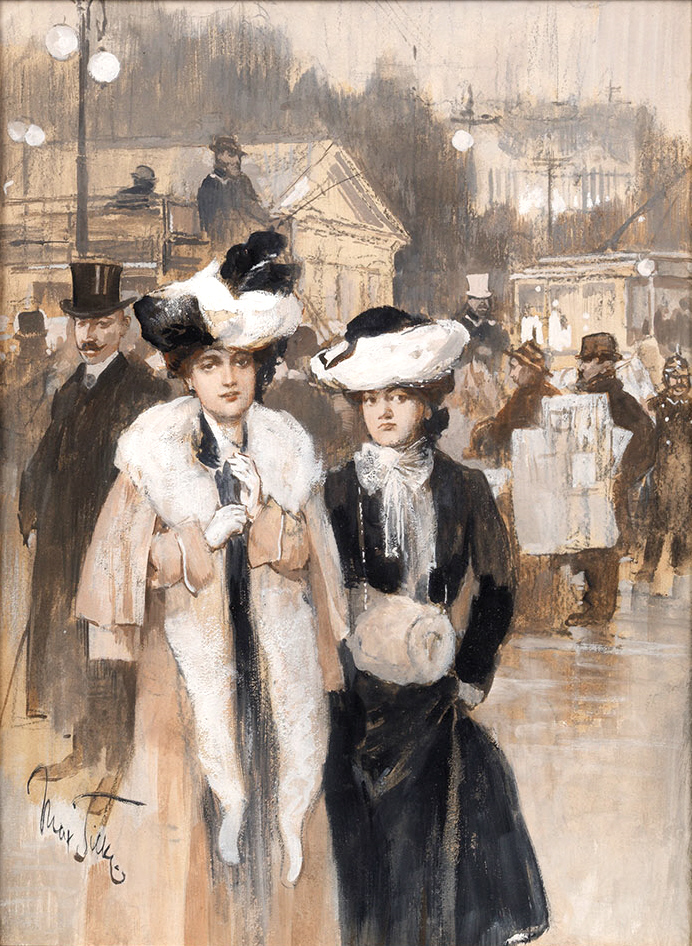
Scena uliczna

Max Karl Tilke (ur. 6 lutego 1869 we Wrocławiu, zm. 2 sierpnia 1942 w Berlinie) – niemiecki etnograf, projektant ubiorów, artysta i rysownik.

## Życiorys
Od 1886 studiował w berlińskiej Akademie der Künste. Podczas studiów w 1890 podróżował do Włoch i Tunezji. 
Po ukończeniu nauki pozostał w Berlinie i pracował jako dekorator, a następnie wyjechał do Madrytu, gdzie został kopistą w Muzeum Prado. Ten okres uznaje się za bardzo istotny dla ukształtowania się kariery artystycznej Maxa Karla Tilke. 
Z Madrytu artysta wyjechał w 1900 do Paryża i pracował tam jako ilustrator, ale zaczynał być znany jako posiadacz dużej wiedzy na temat historii stylów ubioru. Powrócił do Berlina i poświęcił się projektowaniu historycznych strojów i kostiumów, dzięki którym zyskał uznanie organizacji kulturalnych. 
W 1911 w Lipperheidische Kostümbibliothek berlińskiego Kunstgewerbe Museum miała miejsce pierwsza indywidualna wystawa kolekcji strojów zaprojektowanych przez Maxa Karla Tilke. Ocena krytyków była bardzo wysoka. Cała kolekcja została zakupiona jako rekwizyty do muzeum. Kolejnym pomysłem artysty był otwarty 1 października 1901 kabaret „Zum humgringen Pegasus”, gdzie pełnił on rolę konferansjera. Mimo doborowej obsady i ciekawego programu po sześciu miesiącach postanowił wrócić do porzuconej sztuki projektowania strojów. 
W 1912 razem z Magnusem Hirschfeldem napisał i opublikował książkę o transwestytyzmie zatytułowaną „Die Transvestiten - eine Untersuchung über den erotischen Verkleidungstrieb mit umfangreichem casuistischen und Materiał historischen”, która zawierała liczne ilustracje Tilkego. Rok później Hanns Heinz Ewers znalazł dla artysty pracę w berlińskim studio filmowym „Deutsche Bioscop GmbH Filmgesellschaft”, gdzie odpowiadał za kostiumy. 
Sława Maxa Karla Tilke dotarła do Rosji, panujący wówczas car Mikołaj II Romanow przekazał mu propozycję pracy w Muzeum Kaukazu w Tbilisi, gdzie miał podróżować i na podstawie poznanego folkloru stworzyć kolekcję muzealną strojów regionalnych. W latach 1912–1913 był profesorem w Muzeum Kaukazu i opracował metodykę pracy. Tilke miał problem z wyobrażeniem sobie lokalnej ludności ubranej w stroje. Podczas pracy fotografował swoich modeli, a następnie na tej podstawie tworzył kopie ich odzieży. W niektórych przypadkach tworzył kopię, obserwując bezpośrednio pozujące osoby. Przebieg prac przerwał wybuch I wojny światowej. 
Tilke powrócił do Niemiec, zabierając część swoich prac. Po powrocie znalazł zatrudnienie w Deutsche Verlag Union w Stuttgarcie, gdzie tworzył ilustracje dotyczące wojny, ale cały wolny czas poświęcał na tworzenie projektów strojów etnograficznych zapisywanie swoich spostrzeżeń i uwag. Część tych prac została opublikowana, z czego za najważniejszą jest wydana w 1922 „Orientalische Kostume w Schnitt und Farbe”. 
Pod koniec życia użyczył swojego nazwiska Wolfgangowi Bruhnowi do stworzenia przedsiębiorstwa Bruhn, Wolfgang & Tilke, Max, Kostümwerk, Verlag Ernst Wassmuth, którego prace w późniejszym czasie były krytykowane za brak autentyzmu.

## Ocena krytyków
Działalność Maxa Karla Tilke jest bardzo wysoko ceniona przez historyków sztuki i etnografów, jego badania mają nieocenione znaczenie dla historii sztuki. Poza wartością etnograficzną stanowią również dowód nad przemianą sposobu ubierania się poszczególnych grup etnicznych i cech charakterystycznych dla poszczególnych kultur. Tilke uwzględniał zamiany kroju i kolorystyki, a wybrany sposób dokumentowania zagwarantował zgodność kopii z oryginałem.